# Rabie
Rabia (din lat. rabiēs) sau turbarea este o boală infecțioasă virală a mamiferelor provocată de virusul rabic, un virus neurotrop din genul Lyssavirus, familia Rhabdoviridae, care se găsește în saliva animalelor infectate. Alte denumiri ale bolii sunt turbare sau hidrofobie (în limba greacă „frică de apă“). Cuvântul grecesc lyssa, utilizat pentru desemnarea rabiei, înseamnă nebunie.
Rabia este o maladie identificată încă din antichitate. În prezent se cunoaște că este o meningoencefalită difuză.
Printre primele simptome se pot număra febra și furnicături la locul expunerii inițiale. Aceste simptome sunt urmate de unul sau mai multe dintre următoarele simptome: spasme, agitație extremă, frică de apă, paralizia părților corpului, stare de confuzie și pierderea conștienței. După apariția simptomelor, rabia rezultă, aproape întotdeauna, în deces. Perioada de timp de la contactarea bolii și apariția simptomelor este, de obicei, de la una la trei luni. Această perioadă variază totuși de la mai puțin de o săptămână la peste un an. Perioada de timp depinde de distanța pe care o are de parcurs virusul până la sistemul nervos central.
Rabia se transmite oamenilor de la animale. Transmiterea are loc de obicei prin zgârierea sau mușcătura de către un animal a altuia sau a oamenilor. Saliva animalului infectat poate transmite rabia dacă aceasta vine în contact cu membranele mucoase ale altui animal sau om. Majoritatea cazurilor de rabie la oameni sunt rezultatul mușcăturilor de câini. Peste 99% din cazurile de rabie în țările în care câinii sunt purtători de rabie sunt cauzate de mușcături de câini. În America, liliecii sunt cea mai răspândită cauză a rabiei și mai puțin de 5% din cazurile de rabie la oameni provin de la câini. Rozătoarele sunt infectate cu rabie într-o proporție foarte mică. Virusul rabic ajunge la creier urmând nervii periferici. Boala poate fi diagnosticată numai după apariția simptomelor.
Controlul animalelor și programele de vaccinare au scăzut riscul cazurilor de rabie transmisă de câini în mai multe regiuni ale lumii. Este recomandată imunizarea persoanelor cu risc înalt înainte de expunere. În grupul celor cu risc înalt se numără cei ce lucrează cu liliecii sau care petrec perioade lungi în părți ale lumii unde rabia este răspândită. Pentru persoanele ce au fost expuse la rabie, vaccinul antirabic și uneori imunoglobulina rabică ajută la prevenirea bolii dacă se administrează tratamentul înainte de apariția simptomelor de rabie. Se recomandă spălarea zonei expuse cu apă și săpun timp de 15 minute, providonă de iod sau detergent întrucât acestea pot distruge virusul pare să fie eficient și în prevenirea transmiterii rabiei. Foarte puțini oameni au supraviețuit în urma infectării cu rabie și doar în urma unor tratamente extensive cunoscute sub denumirea de protocolul Milwaukee.
Rabia cauzează circa 26.000 – 55.000 de decese anual în lume. Peste 95% din aceste cazuri de mortalitate sunt în Asia și Africa. Rabia există în peste 150 de țări și pe toate continentele cu excepția Antarcticii. Peste 3 miliarde de oameni locuiesc în regiuni ale lumii în care există cazuri de rabie. În cea mai mare parte a Europei și Australiei rabia se găsește doar la lilieci. Multe popoare ale insulelor mici nu au nici un caz de rabie.
În 1885 Pasteur a pus la punct un vaccin terapeutic, care dacă este administrat la scurt timp după infectare (prin mușcătura animalului), este 100% eficace. Există diverse variante de virus al rabiei pentru diferite specii de animale, toate însă capabile să infecteze omul. Variantele transmise de câine sunt în general considerate mai virulente decât cele transmise de vulpi și lilieci, acest fapt explicând în opinia unor specialiști sporadicele și relativele succese ale tratamentului pacienților cu rabie declarată prin comă indusă (protocolul Milwaukee).

## Caracteristici
- Mușcăturile care afectează fața, capul, gâtul sau mâinile sunt considerate cu risc crescut.
- Perioada de incubare este lungă, între 10 zile și mai bine de un an.
- Media se situează între 30-40 de zile.